# Tržaški udarni bataljon
Tržaški udarni bataljon, je bila enota italijanskih borcev, ki je med drugo svetovno vojno delovala v Narodnoosvobodilni vojski in partizanskih odredih Slovenije.

## Zgodovina
Tržaški udarni bataljon, ital. Battaglione d'Assalto Trieste je bil ustanovljen 12. oktobra 1943 na Lokvici v okviru Kosovelove brigade iz borcev italijanske narodnosti z območja Tržiča in Ronk, ki so po jesenski nemški ofenzivi na Primorskem ostali v partizanih; vanj so se vključili tudi drugi Italijani in ubežniki iz fašistične vojske. V začetku je imel 2 in nato 3 čete. Operativno je deloval na Krasu in v spodnji Vipavski dolini. Borci bataljona so v majhnih skupinah opravili nekaj bojnih akcij kot npr. požig letal na letališču pri Ronkah 5. februarja 1944 in imeli  nekaj bojev z nemškimi in italijanskimi fašističnimi oddelki kot npr. pri naseljih Jamlje (ital. Jamaino) 19. novembra 1943 in Skopo 26. februarja 1944. Po odhodu Kosovelove brigade s Krasa je bil Tržaški udarni bataljon dodeljen Južnoprimorskemu odredu, konec marca 1944 pa podrejen štabu 9. korpusa in premeščen na območje Čepovana; nato pa so iz njega 5. aprila 1944 ustanovili Tržaško udarno brigado Garibaldi. Komandant bataljona je bil Remo Langomarsino, politična komisarja pa Camillo Donda in Mario Abram.